# Пинский монетный клад
Пинский монетный клад (бел. Пінскі манетны скарб) — клад, найденный в 1804 году в городе Пинск.
Владелец земли, на которой был обнаружен клад, шляхтич Рыдзевский, подарил императору Александру I 20 золотых монет, в том числе 6 золотых монет Владимира Святославовича (980—1025) и Константина VIII (1025—1028), 4 или 5 номисм Романа IV (1068—1071), 2 номисмы Никифора Ватанията (1078—1081) и, вероятно, других императоров. В Эрмитаж передано 12 монет — все золотые монеты и 6 номисм. Судьба остальных монет клада неизвестна. Клад был зарыт в 3-й четверти XI века.